# Gemini (album Archie Sheppa)
Gemini – podwójny album muzyczny, nagrany przez amerykańskiego saksofonistę jazzowego Archie Sheppa i jego kwartet oraz muzyków występujących gościnnie. Wydawnictwo (2 CD) ukazało się 10 kwietnia 2007, jako kolejne płyty wytwórni Archie Sheppa – Archie Ball.

## O albumie
Album wydany z okazji 70. rocznicy urodzin Archie Sheppa, zawiera nowe nagrania studyjne oraz niepublikowane dotąd nagrania  koncertowe. Muzyka niejednorodna stylistycznie, ale niemal zawsze kojarzona z Afroamerykanami: gospel, blues, soul, rap, funk. Pierwsza płyta, zatytułowana "The Reverse", nagrana została w Harryson Studio, w Pantin (Francja), 13 i 14 marca 2007 przez kwartet Archie Sheppa i gości, którymi byli Stéphane Guéry (gitara) i raper Chuck D. Płyta druga, "Live in Souillac", to rejestracja nagrań z Souillac Jazz Festival, (Francja).  Koncert Sheppa odbył się 20 lipca 2002.
Rysunki na kolejną już okładkę płyty Sheppa wykonał polski artysta grafik (od lat mieszkający w Paryżu), Jacek Woźniak.

## CD1  The Reverse

### Muzycy
Archie Shepp Quartet:
- Archie Shepp – saksofon tenorowy, saksofon sopranowy, śpiew
- Tom McClung – fortepian
- Wayne Dockery – kontrabas
- Steve McCraven – perkusja

gościnnie:
- Stéphane Guéry – gitara
- Chuck D – śpiew (rap)

### Lista utworów
| 1.  | "The Reverse (Alternate version 1)" (Archie Shepp / Chuck D) | 4:10    |
|     |                                                              |         |
| 2.  | "Revolution (Mama Rose)" (Archie Shepp)                      | 10:33   |
|     |                                                              |         |
| 3.  | "Burning Bright" (Steve McCraven)                            | 6:05    |
|     |                                                              |         |
| 4.  | "Trippin’" (Archie Shepp)                                    | 4:38    |
|     |                                                              |         |
| 5.  | "Time Stood Still" (Archie Shepp)                            | 7:00    |
|     |                                                              |         |
| 6.  | "Intertwining Spirits" (Steve McCraven)                      | 7:33    |
|     |                                                              |         |
| 7.  | "La Manzana" (Tom McClung)                                   | 5:24    |
|     |                                                              |         |
| 8.  | "Eva" (Archie Shepp)                                         | 6:22    |
|     |                                                              |         |
| 9.  | "Pannonica" (Thelonious Monk)                                | 5:08    |
|     |                                                              |         |
| 10. | "The Reverse Eva" (Archie Shepp)                             | 4:22    |
|     |                                                              |         |
| 11. | "The Reverse (Alternate version 2)" (Archie Shepp / Chuck D) | 4:10    |
|     |                                                              |         |
|     |                                                              | 1:05:25 |
|     |                                                              |         |

## CD2 – Live in Souillac

### Muzycy
- Archie Shepp – saksofon tenorowy, saksofon sopranowy, śpiew
- Amina Claudine Myers – fortepian, śpiew
- Ronnie Burrage – perkusja
- Cameron Brown – kontrabas

### Lista utworów
| 1. | "Hope Two" (Archie Shepp)                     | 11:08 |
|    |                                               |       |
| 2. | "Call Him" (Amina C. Myers)                   | 5:30  |
|    |                                               |       |
| 3. | "Do You Want To Be Saved" (Amina C. Myers)    | 7:19  |
|    |                                               |       |
| 4. | "U-Jaama" (Archie Shepp)                      | 13:24 |
|    |                                               |       |
| 5. | "Rest Enough (Song to Mother)" (Archie Shepp) | 4:00  |
|    |                                               |       |
|    |                                               | 41:21 |
|    |                                               |       |

## Informacje uzupełniające
- Koordynacja artystyczna – Monette Bethomier
- Producenci wykonawczy – Valentine Gautier, Samuel Thiebaut
- Projekt artystyczny – Mariorie Guigue
- Łączny czas nagrań – 1:47:28